# Шипов, Александр Борисович
Александр Борисович Шипов (род. 1 января 1955 года) — депутат Государственной Думы РФ первого и второго созыва (1995—1999).

## Образование
С 1977 по 1982 год обучался в Государственном институте театрального искусства им. А. В. Луначарского.

## Профессиональная деятельность
- С 1972 по 1973 год работал учеником слесаря Московского автозавода им. Н. А. Лихачёва.
- В 1973 году — артист Московского музыкального театра им. Станиславского и Немировича-Данченко.
- С 1973 по 1975 год служил в армии.
- В 1976 году непродолжительное время работал бортпроводником Домодедовского авиаотряда.
- В 1976 году — артист хора Московского театра оперетты.
- В 1982 году — артист ансамбля «Оперетта» Московской областной филармонии.
- В 1982 году работал в Ансамбле песни и пляски ГСВГ.
- С 1984 по 1985 год — артист Ансамбля студии советской песни Гостелерадио.
- В 1986 году — солист-вокалист театра оперетты Кузбасса.
- В 1986 году — работал в Государственном академическом русском хоре СССР.
- С 1987 по 1989 год работал заместителем директора ТОО «Филип».
- В 1989 году — Президент благотворительного культурного Фонда Михайлов, им. М. Д. Михайлова.
- В 1994 году — помощник депутата Государственной думы С. Н. Абельцева.

Заслуженный артист Ингушетии и Чувашии. Член Совета международного союза поддержки образования, культуры, искусства, науки и изобретательства «Интеллектуал».

### Государственная Дума
С 5 апреля 1995 года — депутат Государственной Думы РФ первого созыва. Вошёл во фракции ЛДПР, заместив назначенного членом ЦИК Евгения Ищенко. Являлся членом Комитета по организации работы Госдумы. В Государственной Думе второго созыва был членом фракции ЛДПР, заместителем председателя Комитета по культуре, членом комиссии Межпарламентской ассамблеи государств — участников СНГ по вопросам культуры, науки, образования и информации; окончил ГИТИС; до избрания в Государственную Думу работал в Большом театре России.